# Premier League Golden Boot
Premier League Golden Boot är en årlig fotbollsutmärkelse som tilldelas skytteligavinnaren i Premier League. På grund av sponsring gick priset under namnet Carling Golden boot mellan 1994 och 2001 och från 2001 till 2004 Barclaycard Golden Boot. Från och med 2015 kallas den Barclays Golden Boot. Förutom trofén får vinnaren vanligtvis 1 000 pund för varje mål de gjorde under säsongen att donera till valfritt välgörande ändamål.

## Vinnare

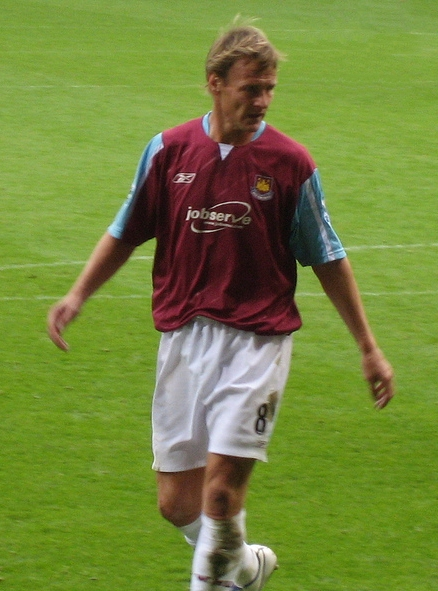
Teddy Sheringham vann den inledande Premier League Golden Boot 1993.

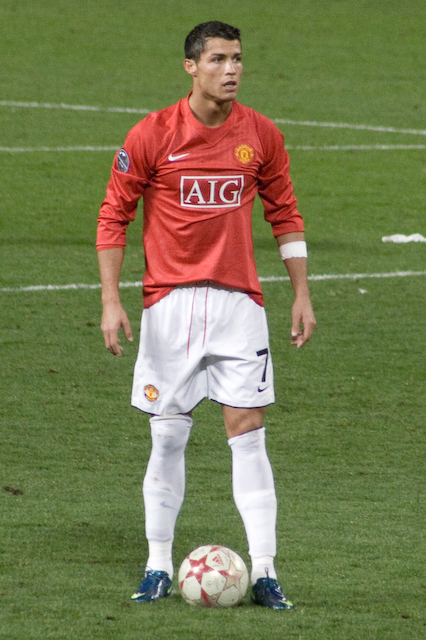
Cristiano Ronaldo, 2008 års vinnare, är en av fyra spelare som vunnit Guldskon tillsammans med Golden Boot

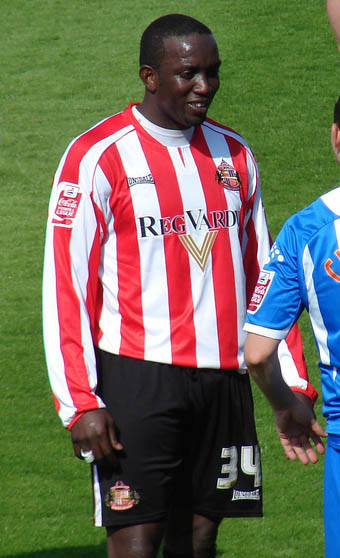
Dwight Yorke blev 1999 den första icke-europén att vinna Golden Boot

| Spelare (X) | Spelarens namn och antalet gånger den vunnit priset vid tillfället (om fler än en) |
| Matcher     | Antalet Premier League-matcher vinnaren spelade den säsongen                       |
| Målsnitt    | Vinnarens förhållande mellan mål och spelade matcher under säsongen                |
|             | Flera prisvinnare under samma säsong                                               |
|             | Spelaren vann även Guldskon under samma säsong                                     |
|             | Spelaren blev Premier League-mästare under samma säsong                            |

| Säsong    | Spelare                     | Nationalitet        | Lag               | Mål | Matcher | Målsnitt | Ref           |
| --------- | --------------------------- | ------------------- | ----------------- | --- | ------- | -------- | ------------- |
| 1992–93   | Teddy Sheringham            | England             | Tottenham Hotspur | 22  | 41      | 0.54     | [ 7 ]         |
| 1993–94   | Andy Cole                   | England             | Newcastle United  | 34  | 40      | 0.85     | [ 7 ]         |
| 1994–95   | Alan Shearer                | England             | Blackburn Rovers  | 34  | 42      | 0.81     | [ 7 ] [ 8 ]   |
| 1995–96   | Alan Shearer (2)            | England             | Blackburn Rovers  | 31  | 35      | 0.89     | [ 7 ] [ 8 ]   |
| 1996–97   | Alan Shearer (3)            | England             | Newcastle United  | 25  | 31      | 0.81     | [ 7 ] [ 8 ]   |
| 1997–98   | Chris Sutton                | England             | Blackburn Rovers  | 18  | 35      | 0.51     | [ 7 ]         |
| 1997–98   | Dion Dublin                 | England             | Coventry City     | 18  | 36      | 0.50     | [ 7 ] [ 9 ]   |
| 1997–98   | Michael Owen                | England             | Liverpool         | 18  | 36      | 0.50     | [ 7 ]         |
| 1998–99   | Michael Owen (2)            | England             | Liverpool         | 18  | 30      | 0.60     | [ 7 ]         |
| 1998–99   | Dwight Yorke                | Trinidad och Tobago | Manchester United | 18  | 33      | 0.55     | [ 10 ]        |
| 1998–99   | Jimmy Floyd Hasselbaink     | Nederländerna       | Leeds United      | 18  | 36      | 0.50     | [ 7 ]         |
| 1999–2000 | Kevin Phillips              | England             | Sunderland        | 30  | 36      | 0.83     | [ 11 ] [ 12 ] |
| 2000–01   | Jimmy Floyd Hasselbaink (2) | Nederländerna       | Chelsea           | 23  | 35      | 0.66     | [ 13 ]        |
| 2001–02   | Thierry Henry               | Frankrike           | Arsenal           | 24  | 33      | 0.73     | [ 10 ]        |
| 2002–03   | Ruud van Nistelrooy         | Nederländerna       | Manchester United | 25  | 34      | 0.74     | [ 14 ]        |
| 2003–04   | Thierry Henry (2)           | Frankrike           | Arsenal           | 30  | 37      | 0.81     | [ 15 ] [ 10 ] |
| 2004–05   | Thierry Henry (3)           | Frankrike           | Arsenal           | 25  | 32      | 0.78     | [ 15 ]        |
| 2005–06   | Thierry Henry (4)           | Frankrike           | Arsenal           | 27  | 32      | 0.84     | [ 7 ]         |
| 2006–07   | Didier Drogba               | Elfenbenskusten     | Chelsea           | 20  | 36      | 0.56     | [ 16 ]        |
| 2007–08   | Cristiano Ronaldo           | Portugal            | Manchester United | 31  | 34      | 0.91     | [ 3 ] [ 17 ]  |
| 2008–09   | Nicolas Anelka              | Frankrike           | Chelsea           | 19  | 36      | 0.53     | [ 18 ]        |
| 2009–10   | Didier Drogba (2)           | Elfenbenskusten     | Chelsea           | 29  | 32      | 0.91     | [ 19 ]        |
| 2010–11   | Carlos Tevez                | Argentina           | Manchester City   | 20  | 31      | 0.65     | [ 20 ]        |
| 2010–11   | Dimitar Berbatov            | Bulgarien           | Manchester United | 20  | 32      | 0.63     | [ 20 ]        |
| 2011–12   | Robin van Persie            | Nederländerna       | Arsenal           | 30  | 38      | 0.79     | [ 21 ]        |
| 2012–13   | Robin van Persie (2)        | Nederländerna       | Manchester United | 26  | 38      | 0.68     | [ 22 ]        |
| 2013–14   | Luis Suárez                 | Uruguay             | Liverpool         | 31  | 33      | 0.94     | [ 23 ]        |
| 2014–15   | Sergio Agüero               | Argentina           | Manchester City   | 26  | 31      | 0.84     | [ 24 ]        |
| 2015–16   | Harry Kane                  | England             | Tottenham Hotspur | 25  | 38      | 0.65     | [ 25 ]        |
| 2016–17   | Harry Kane (2)              | England             | Tottenham Hotspur | 29  | 30      | 0.97     | [ 26 ]        |
| 2017–18   | Mohamed Salah               | Egypten             | Liverpool         | 32  | 36      | 0.89     |               |
| 2018–19   | Pierre-Emerick Aubameyang   | Gabon               | Arsenal           | 22  | 36      | 0.61     |               |
| 2018–19   | Sadio Mané                  | Senegal             | Liverpool         | 22  | 36      | 0.61     |               |
| 2018–19   | Mohamed Salah (2)           | Egypten             | Liverpool         | 22  | 38      | 0.58     |               |
| 2019–20   | Jamie Vardy                 | England             | Leicester City    | 23  | 34      | 0.68     |               |
| 2020–21   | Harry Kane (3)              | England             | Tottenham Hotspur | 23  | 35      | 0.66     |               |
| 2021–22   | Mohamed Salah (3)           | Egypten             | Liverpool         | 23  | 35      | 0.66     |               |
| 2021–22   | Son Heung-min               | Sydkorea            | Tottenham Hotspur | 23  | 35      | 0.66     |               |
| 2022–23   | Erling Haaland              | Norge               | Manchester City   | 36  | 35      | 1.03     |               |

Noteringar
1. ↑  Från säsongen 1995-96 och framåt blev Premier League reducerat från 22 till 20 lag,[5] vilket minskade antalet matcher under en ligasäsong från 42 till 38.
2. ↑  Teddy Sheringham gjorde sitt första mål under säsongen som Nottingham Forest-spelare,[6] medan resten av hans mål var för Tottenham Hotspur efter hans klubbyte i augusti 1992.

## Priser efter nationalitet
| Land                | Totalt |
| ------------------- | ------ |
| England             | 14     |
| Nederländerna       | 5      |
| Frankrike           | 5      |
| Egypten             | 3      |
| Norge               | 2      |
| Argentina           | 2      |
| Elfenbenskusten     | 2      |
| Bulgarien           | 1      |
| Gabon               | 1      |
| Portugal            | 1      |
| Senegal             | 1      |
| Sydkorea            | 1      |
| Trinidad och Tobago | 1      |
| Uruguay             | 1      |

## Priser efter klubb
| Klubb             | Totalt |
| ----------------- | ------ |
| Liverpool         | 7      |
| Arsenal           | 6      |
| Manchester United | 5      |
| Tottenham Hotspur | 5      |
| Manchester City   | 4      |
| Chelsea           | 4      |
| Blackburn Rovers  | 3      |
| Newcastle United  | 2      |
| Coventry City     | 1      |
| Leeds United      | 1      |
| Sunderland        | 1      |
| Leicester City    | 1      |